# フランキー・アヴァロン

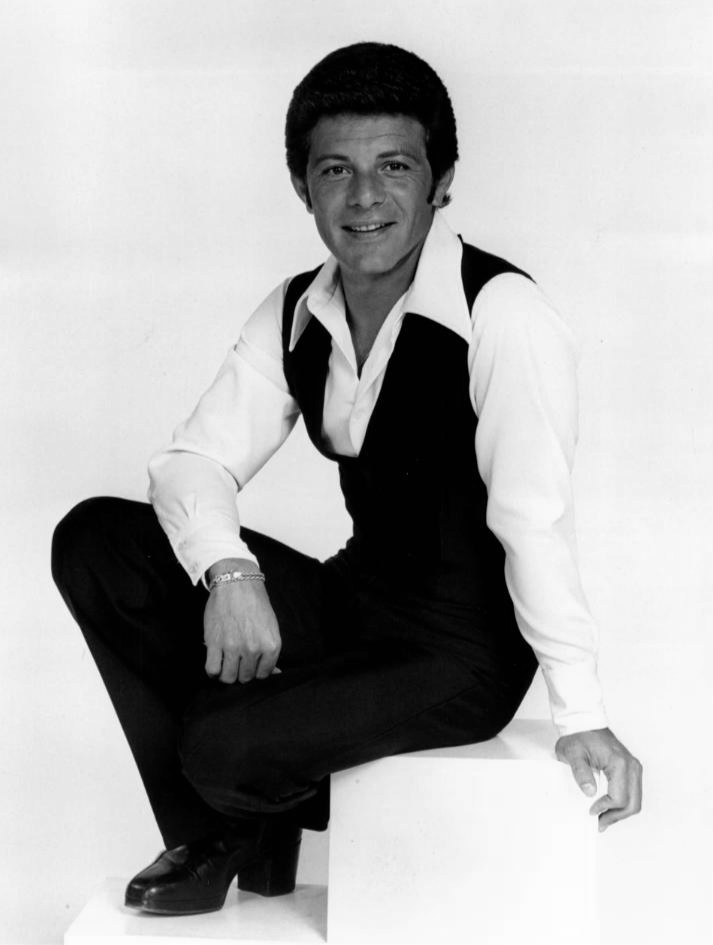
1976年撮影

フランキー・アヴァロン（Frankie Avalon、1939年9月18日 - ）は、アメリカ合衆国の歌手、俳優。ペンシルベニア州出身。アメリカでは歌手、俳優の両方で知られているが、アメリカ以外の国では「ヴィーナス」の大ヒットで歌手として知られている。

## キャリア
アヴァロンは1959年に「ヴィーナス」をリリースした。同曲はビルボード１位にまで昇りつめる大ヒットとなった。さらに1976年には「ヴィーナス」のディスコ・バージョンも発表された。同曲は、ポップ46位、イージー・リスニング・チャートでは1位になった。

## ディスコグラフィ
- ヴィーナス(1959)

## フィルモグラフィ
- ガールスカウト・ビバリーヒルズ版
- バック・トゥ・ザ・ビーチ
- ブラッド・ソング（ポール・フォーリー）
- グリース
- ザ・テイク/わいろ
- 美人殺人部隊
- 火の玉レーサー
- 爆笑！ミサイル大騒動
- ビキニガール・ハント
- ビンゴ・パーティ
- スキー・パーティ
- ビキニマシン
- テスト・ハネムーン
- ビキニ・ビーチ
- ムキムキ・ビーチ
- ビーチ・パーティ/やめないで、もっと!
- 竜騎兵総攻撃
- 性本能と原爆戦
- 史上最大の作戦
- 地球の危機
- アラモ（スミティ）
- 大爆破
- ジャンボリー

## 関連人物
- ボビー・ライデル
- アネット
- ファビアン